# نیو نیکری
نیو نیکری (به لاتین: Nieuw Nickerie) یک منطقهٔ مسکونی در سورینام است که در ناحیه نیکری واقع شده‌است. نیو نیکری ۳۰ کیلومتر مربع مساحت و ۱۲٬۸۱۸ نفر جمعیت دارد و هم سطح دریا می‌باشد.